# The More the Merrier
The More the Merrier és una pel·lícula estatunidenca dirigida per George Stevens i estrenada l'any 1943. Té un 94% de valoració al lloc web Rotten Tomatoes basat en 16 ressenyes.

## Repartiment
- Jean Arthur: Constance 'Connie' Milligan
- Joel McCrea: Joe Carter
- Charles Coburn: Benjamin Dingle
- Richard Gaines: Charles J. Pendergast
- Bruce Bennett: Agent de la FBI Evans
- Frank Sully: Agent de la FBI Pike
- Clyde Fillmore: Senador Noonan
- Stanley Clements: Morton Rodakiewicz
- Ann Doran (no surt als crèdits): Miss Bilby

## Producció
Amb el títol original, Merry-Go-Round, va tenir lloc el rodatge principal de la pel·lícula, de l'11 de setembre al 19 de desembre de 1942, amb "insercions" addicionals filmades a finals de gener de 1943. Treballant sota un contracte especial de tres pel·lícules amb Columbia George Stevens va completar l'última amb The More the Merrier. Les altres dues pel·lícules van ser Serenata nostàlgica (1941) i The Talk of the Town (1942).
Bosley Crowther, del The New York Times, comenta que va gaudir de la pel·lícula The More the Merrier. Va elogiar els tres protagonistes, els guionistes i el director, considerant a Coburn com "el fil conductor còmic de la pel·lícula". Variety l'anomenava “una peça d'entreteniment escumosa i efervescent”.

## Premis
Va obtenir diverses nominacions als Oscars, entre elles a la millor pel·lícula. Charles Coburn el va guanyar en la categoria de millor actor.